# Federico Aguilar Alcuaz
Federico Aguilar Alcuaz (Manilla, 6 juni 1932 - aldaar, 2 februari 2011) was een veelvuldig onderscheiden Filipijns kunstschilder. Bekende werken van zijn hand zijn onder meer de Tres Marias-serie. Hij werd in 2009 benoemd tot Nationaal kunstenaar van de Filipijnen.

## Biografie
Federico Aguilar Alcuaz werd geboren op 6 juni 1932 in Santa Cruz in de Filipijnse hoofdstad Manilla. Hij was het zesde kind uit een gezin van 11 kinderen. Zijn ouders waren Mariano Aguilar en Encarnacion Alcuaz. Zijn vader was een advocaat, maar was speelde in zijn vrije tijd viool en piano en componeerde muziekstukken. Na zijn middelbareschoolopleiding studeerde Aguilar Alcuaz Schone Kunsten aan de University of the Philippines (UP) in de ochtenden en volgde hij nog een Associate of Art-opleiding aan San Beda College in de avonden. Aan de UP kreeg hij onder meer les van Fernando Amorsolo en Guillermo Tolentino, beiden later net als Aguilar Alcuaz benoemd tot nationaal kunstenaar, en Toribio Herrera, Constancio Bernardo en Irineo Mirando. Hij was een jaargenoot van Napoleon Abueva, later ook benoemd tot een nationaal kunstenaar.
Na het behalen van zijn Associate of Art-diploma studeerde hij rechten aan de Ateneo de Manila University. Hoewel hij in 1955 deze bachelor-opleiding voltooide besloot hij zich niet te richten op een juridische carrière, maar werd hij fulltime kunstenaar. Tijdens zijn studie rechten had hij van een Jezuïtische priester de beschikking over een studio om in te werken. In 1953 won hij de eerste prijs in de UP Art Competition. Het jaar erop won hij de eerste prijs in de Shell Art Competitie en de tweede prijs bij de UP Annual Art Exhibition en in 1955 toonde de Philippine Art Gallery een deel van zijn werk. Datzelfde jaar ontving hij met hulp van Fernando Zobel een beurs van het Spaanse ministerie van buitenlandse zaken naar Spanje om te gaan studeren aan de Real Academia de Bellas Artes de San Fernando in Madrid. Vanaf 1956 woonde hij in Barcelona, waar hij zich aansloot bij de La Punalada groep van kunstenaars. Om zich te onderscheiden van twee andere Aguilars in deze groep ondertekende hij zijn werken vanaf dat moment ook met Federico Alcuaz. In Barcelona ontmoette hij ook zijn Duitse vrouw Ute Schmitz, met wie hij in 1962 trouwde en drie zonen kreeg.
Hij reisde vanuit Barcelona door heel Europa en zijn werk was te zien in vele kunst galeries door heel Spanje, waaronder ook de prestigieuze Sala Direccion General in het Museo de Arte Contemporáneo in de Spaanse hoofdstad Madrid. Daarnaast was zijn werk ook ten zien in Lissabon en Estoril in Portugal, Hamburg in Duitsland en op de Galerie Paul Cezanne in de Franse hoofdstad Parijs. In 1963 organiseerde hij zin eerste "one-man"-tentoonstelling. Nadien volgden nog tientallen van dergelijke tentoonstellingen met zijn werk in de Filipijnen en daarbuiten. In 1964 kreeg Alcuaz een ernstig auto-ongeluk op de Duitse snelweg en zag hij zich gedwongen om terug te keren naar Manilla voor herstel. Toen hij na enkele jaren hersteld was, verdeelde hij zijn tijd tussen Manilla, Barcelona en Hamburg, waar zijn vrouw en kinderen vanaf 1968 weer waren gaan wonen. Ook verbleef Alcuaz regelmatig in New York waar hij onder meer stadsgezichten schilderde. In de jaren 80 organiseerde hij tentoonstellingen in onder meer de Verenigde Staten, Japan, Nederland en Singapore. Alcuaz hield zijn studio in Barcelona aan tot 1997, toen hij weer fulltime vanuit Manilla ging werken.
Alcuaz overleed in 2011 op 78-jarige leeftijd in het Manila Hilton (tegenwoordig het Manila Pavilion) in Ermita waar hij al sinds de jaren zestig woonde. Het werk van Alcuaz is onder meer opgenomen in de collecties van het National Museum of the Philippines, het Museo de Arte Contemporáneo in Madrid en in Barcelona, het Museu Calouste Gulbenkian in Lissabon, het museum voor moderne kunst in Krakow en het Philips Cultural Museum in Nederland.

## Onderscheidingen
- 1e prijs UPCFA Art Competition, 1953
- 1e Prijs, Roadside Squatters, 4e SNSAC Categorie Moderne Schilderkunst, 1954
- 1e Prize, Montcada Award Barcelona, 1957
- Francisco Goya Award, Cercle Maillol Barcelona, 1958
- Republic Cultural Heritage Award, 1965
- 2e Prijs Prix Vancell, 4th Biennial of Terrassa (Barcelona Spain),1964
- Araw ng Maynila award, 1966
- Outstanding Manileño award, 2001
- Presidential Medal of Merit, 2006
- nationaal kunstenaar van de Filipijnen, 2009